# 中根鎭夫
中根 鎭夫（なかね しずお、1925年（大正14年）4月5日 - 2018年（平成30年）1月3日）は、日本の政治家。岡崎市長（5期）、愛知県議会議員（2期）、岡崎市議会議員（4期）、岩津町議会議員（1期）、東海市長会長、全国市長会副会長などを歴任した。

## 経歴

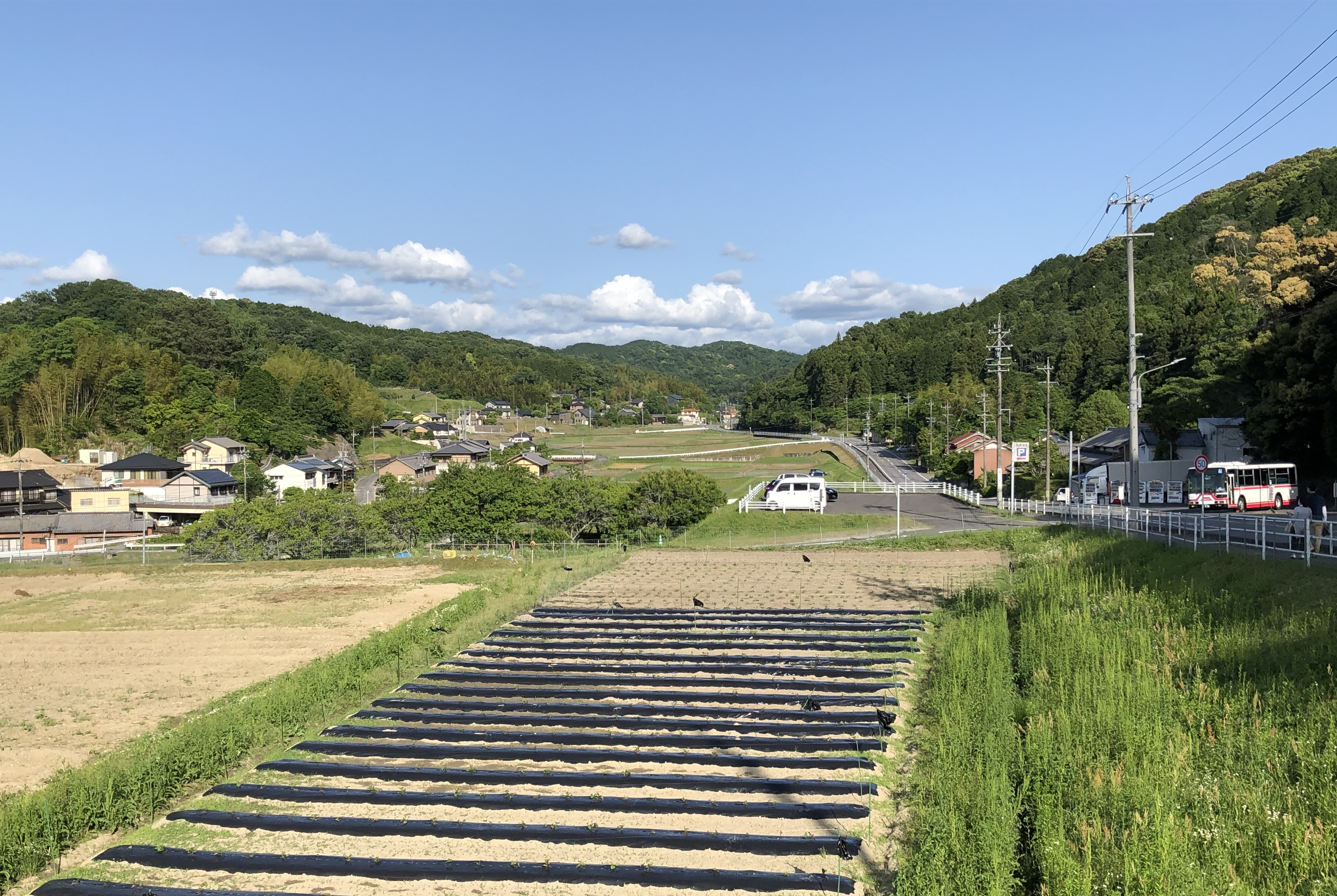
中根が育った岡崎市奥殿町。戦後はここで酪農などを行った。

愛知県額田郡常磐村大字大柳（現・岡崎市大柳町）に元常磐村長の大山巌の長男として生まれた。祖母の実家である奥殿村（現・岡崎市奥殿町）の中根八郎の養子となるも、8歳のときに養父を胃がんで亡くす。奥殿尋常高等小学校（現・岡崎市立奥殿小学校）、岩津農商学校（現・愛知県立岩津高等学校）卒業。愛知第二師範学校本科に入学するが、1944年（昭和19年）5月に特別甲種幹部候補生制度が導入されると、これに志願。1945年（昭和20年）、千葉県松戸市にあった陸軍工兵学校に入学した。
この間、学徒動員で幸田町の大日本兵器に3、4か月かり出される。ここで修得した旋盤、フライス盤などの機械作業が、のちに取り組んだ鉄工場経営の基礎となったという。
終戦により帰郷。愛知第二師範学校に復学するも中途で退学し、養豚、養鶏、酪農などを始めた。結婚して、一時は17、8頭の乳牛を飼育しながら牛乳配達までした。当時、搾乳機はまだなく、午前3時に起きて湯を沸かし、牛の乳房を温めしぼり出し、出荷と配達を手分けして行った。妻が過労で倒れたことをきっかけに全家畜を手放し、和紡糸製造業に転業。美合町の会社に勤務しながら反毛業を営んだり、母校の岩津農商学校の助手を務めたりもした。最終的に鉄工業に転じた。
1951年（昭和26年）、岩津町議会議員に初当選。市町合併委員として市政の研究を行い、岩津町が1955年（昭和30年）2月1日に岡崎市に編入されるまで、町議を1期務めた。

### 岡崎市議会議員、愛知県議会議員

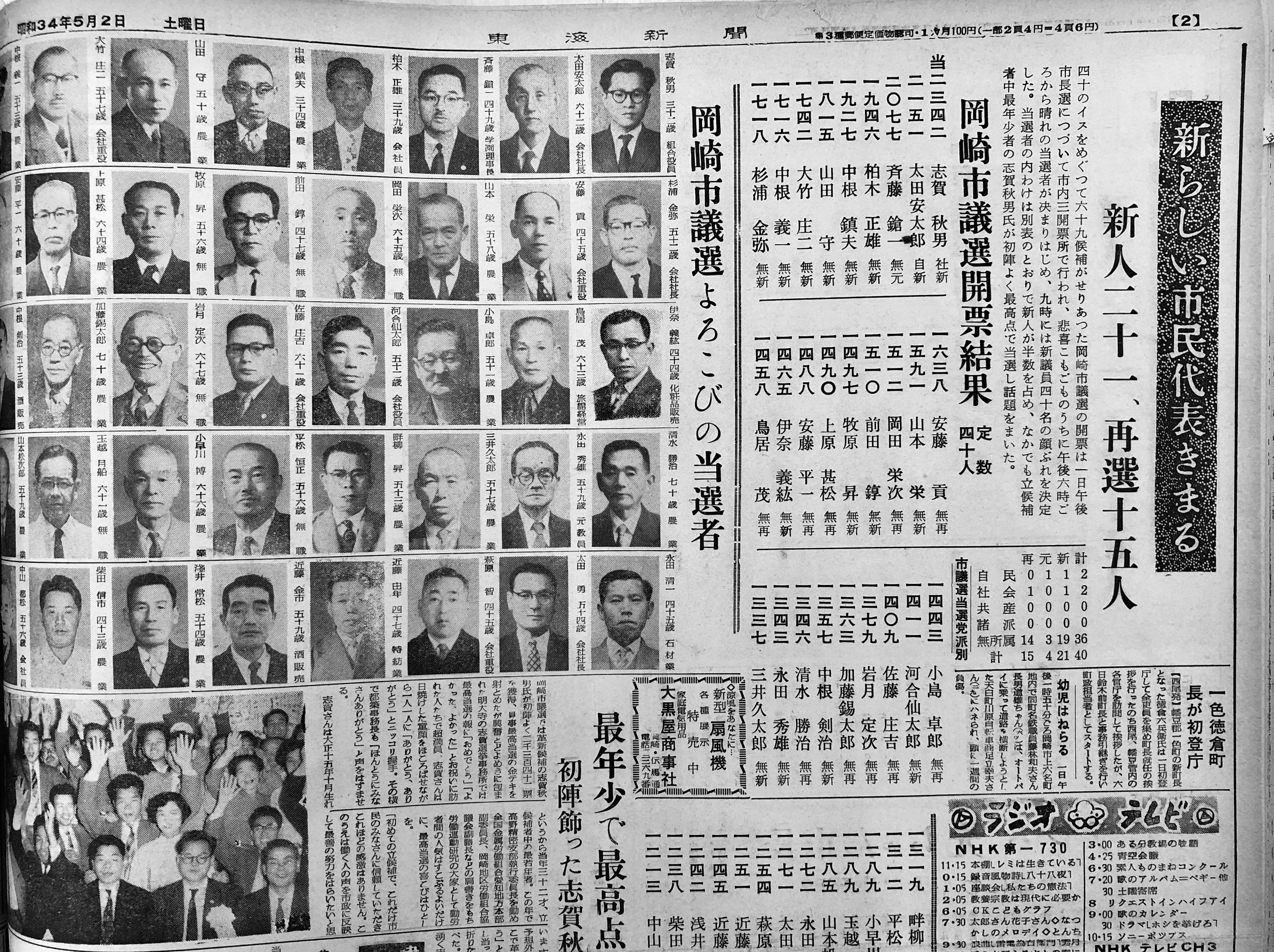
1959年（昭和34年）4月、岡崎市議会議員選挙に立候補し初当選した。

1959年（昭和34年）4月30日、岡崎市議会議員選挙と岡崎市長選挙が行われる。中根は5番目の得票数で市議に初当選した。このときの市長選で前県議の太田光二が現職の竹内京治を打ち破るが、太田の陣営の一人がのちに地元紙の記事でこう綴っている。「細川町門立の道路沿いに市議立候補事務所があり、大勢応援に集まっている。ここで一席太田がぶつ。聴衆の最前列に小柄な男がいて盛んに拍手している。市議立候補者とは分かったが、私は知らない。太田いわく――あいつ伸びるぞ――と毒舌家が珍しくほめた。現中根鎭夫市長だった」
1965年（昭和40年）、トヨタ自動車のパイプ加工下請と川本製作所の機械加工下請を業務とする三愛工業株式会社を創立した。市議時代は中垣國男派に属した。
1971年（昭和46年）4月25日に行われた岡崎市長選は、4選を目指す中垣派の太田光二市長、浦野幸男派の前県議の内田喜久、元国会議員秘書の原嶋亮二の保守三つどもえの選挙となり、内田が初当選した。同年4月30日には市議選も行われ、中根は4期目の当選を果たす。
市長選の結果を受け、保守系会派が2つに分裂するのは必至と見られたが、34人の保守系議員は5月の臨時会を前に大同団結し、新会派「新政会」を結成した。その後、内田市長につらなる浦野系、中野四郎系の議員20人は親睦団体として「新政同志会」をつくり主流派を形成。残りの14人は「中垣代議士後援会市議団」を名乗り分派活動に入った。そして同年7月17日、反主流派はついに新政会を脱退し、新たに第二勢力の「中政会」を結成した。会長には中根が就任した。
1973年（昭和48年）7月10日、「新政会」と「中政会」は合併協議を行い、同年9月、両者は新会派「自民クラブ」を結成した。
1975年（昭和50年）4月の愛知県議会議員選挙の岡崎市選挙区（定数4）において、自民党は現職の近藤春次のほか、中根、柴田尚道、藤田芳郎の3市議に公認を出した。浅岡齋の後継として立候補した中根は得票数4位で初当選した。
1976年（昭和51年）の第34回衆議院議員総選挙に中垣國男の地盤を継いだ稲垣実男が立候補した折は、岡崎・額田地区稲垣後援会会長として稲垣を支援した。
1979年（昭和54年）の県議選で再選。

### 1980年岡崎市長選挙
中野四郎と岡崎市長の内田喜久が決裂した1980年（昭和55年）1月頃、中野は、中根と柴田尚道の両県議を額田町（現・岡崎市中金町）の料理屋に呼び出し、中根に向かって「君が市長をやれ」と言い放った。このときに中根が次期市長を射止める布石は打たれた。同年6月22日、第36回衆議院議員総選挙が執行。長男を擁立した内田は6月27日に公職選挙法違反容疑で逮捕され、6月30日に辞職した。
社会党・公明党・民社党はただちに市長選の統一候補の人選に入った。市議会6月定例会が閉会した7月12日、社会党の八田清市議は3党を代表して前助役の大郷恒夫の自宅を訪れた。「あなたは汚れていない。市職員の動揺を鎮められるのは、行政に明るいあなたをおいてほかにいない」と大郷に出馬を促すが固辞される。その翌日の7月13日、社会党市議の岡村秀夫が被買収容疑で逮捕され、野党3党の共闘態勢は崩壊する。
自民党においては、党県連主流派の江崎真澄会長、酒井鈴夫幹事長、浦野烋興派の議員などが愛知県信用保証協会の常務理事を擁立。一方、中野四郎派と稲垣実男派は結束して中根を推した。買収事件を引き起こした市議会の自民クラブは市長選に関して静観していたものの、中根憎しのあまり、7月31日に開かれた自民党岡崎支部役員会に19人が押しかけ、常務理事支持の声を張り上げた。同日の役員会で常務理事と中根の二人を推薦することが決まり、候補者一本化は自民党県連選対委員会に持ち越された。しかし8月1日午前11時15分に始まった選対委員会に江崎会長と久野忠治副会長の姿はなかった。中野が「謹慎の身である市議や、県連が戒告処分した総代会長が昨日の役員会に出席した。新聞報道によると県連筋が内田派議員に出席を要請をしたというが本当か」と県連の酒井幹事長に問うと、もともと無色透明の候補者を考えていた酒井は〝内田派候補〟のレッテルを張られた形の常務理事をそれ以上積極的に推すことはできなくなり、中根の一本化が決定した。
同年8月3日、市民団体「クリーンおかざき・市民の市長をつくる会」が結成される。無傷だった共産党は同団体とともに、県議を1期だけ務めた党岡崎市委員長の田中定雄を擁立。8月4日、田中は正式に出馬表明した。
社会党の支持母体である岡崎地区労働組合協議会は、内田の辞職直後から革新統一候補擁立の方針を打ち出し、人選を加藤議長に一任。加藤議長は元共産党市議の成田秋一郎のかつぎ出しに動いた。1979年の市議選でわずか19票差で落選した成田は、以後、党の活動から離れていた。成田が「市内の革新系がまとまって私を支持するなら」という条件付きで出馬の意思を固めたため、8月5日、加藤議長は岡崎地区労幹事会の席上、初めて成田の名前を公表した。しかし時すでに遅く、共産党の田中定雄が前日に出馬を表明していた。「成田で革新統一ができるか」と質問が集中し、会合は紛糾した。8月6日、地区労は候補者取り下げを発表したが、共産党は「革新の分断を狙ったいやがらせ」とかみつき、社共の溝は深まった。
同年8月7日告示、17日執行の市長選に自民党公認で立候補。市長選3度目の挑戦となる原嶋亮二、田中ら3候補を破り、初当選を果たした。同年8月18日と20日、朝日新聞は中根のインタビュー記事を掲載。「あの人は個人的時間をほとんど持たず、毎日夜遅くまで政務に励んだ」と中根は仇敵を評価する一方で、長年内田が家康行列で徳川家康を演じてきたことについて「内田は春のまつりで家康にふんするのが好きだったという。オレは『絶対家康にはならねえ』って公言している。あんなたわけた話はない。来春から家康公を公募する。あんなことをやりながら民主主義なんて冗談じゃない」と言い放った。

### 市長就任後
市長就任直後の1980年（昭和55年）8月20日、岡崎市八帖北町のK建設の社長と同市上和田町のD建設の社長が贈賄容疑で逮捕され、内田喜久は収賄容疑で再逮捕された。そして9月11日までに滝町のN組の社長、日名中町のS建設の社長、東大友町のY組の社長が贈賄容疑で逮捕され、唐沢町のS工業の社長が書類送検された。
内田は業者から集めた金をあたり構わずばらまき、中根薫県議、岡崎市議25人、安城市議7人、幸田町議6人、額田町議4人が逮捕された。幸田町長の磯部光雄と額田町長の荻野弘はそれぞれ受け取った現金入りの封筒を数日後に返し、難を逃れた。岡崎市議会においては元議長の岩瀬信一が7月12日に辞職したが、内田が愛知県警本部の留置場から「私が保釈されるまで議員を辞めるな」と指令を出していたため、それ以外の者は悠々たる態度を続けた。
同年8月4日、柄澤照文ら若者4人が市議会の即時解散を訴え、市役所玄関前で50時間にわたる座り込みを開始。また、市議会各派代表者会が開かれ、共産党も自主解散を要求した。8月23日、市議会の民社クラブと公明党市議団が議長と各会派に自主解散を申し入れ、自民クラブは8月26日についに同調。中根に対し臨時会招集を請求し、9月3日開催が決まった。しかし「自民クラブの意思統一は難しい」との見方は早くからあり、8月31日に「リコールを進める市民の会」が結成された。9月1日、同団体は市選管に「市議会解散請求代表者交付申請書」を提出。9月2日には「民の声の会」と「清潔で民主的な岡崎をつくる市民会議」の二つの団体がこれに合流した。9月3日、臨時会が開かれるも、自主解散決議案は無記名投票の結果、賛成30、反対12で、解散に必要な5分の4の賛成が得られず否決された。同日、選管は解散請求代表者証明書の交付と告示を行い、合同組織となった「岡崎市議会リコール連絡会議」は翌9月4日から街頭署名活動を開始した。9月16日、署名数は必要数（有権者の3分の1以上、岡崎市は5万7,892人）を突破。追い込まれた市議会は9月17日にようやく自主解散した。
市役所と土建業界の長年の癒着を断ち切るため、中根は選挙公約どおり指名競争入札の見直しにとりかかる。1981年（昭和56年）4月、岡崎市は全国にさきがけて、制限付き一般競争入札を導入した（後述）。
1982年（昭和57年）11月3日、藍綬褒章を受章。
1984年（昭和59年）2月21日、柴田尚道県議が中根に対抗して、任期満了に伴う市長選へ出馬する意向を表明。市内各地域で集会を開くなど積極的な後援会活動を開始した。市議会でも同年3月3日、保守系の民主クラブが分裂。柴田支持の6人が新会派の自由クラブを結成し、3月議会定例会では中根市政批判の立場を鮮明にした。一方、中根も再選への強い意欲を示して各種団体の支持を取り付けるなど攻勢に出たため、保守陣営を二分する泥仕合が予想された。
同年6月6日、名古屋市西区のホテルナゴヤキャッスルで自民党県連会長の江崎真澄、愛知県知事の鈴木礼治らによる調整の話し合いが成立。柴田は出馬を断念し「中根再選」の方向で候補者一本化が決まった。自民党・民社党・社会党は中根に推薦を出し、公明党は告示間際になって推薦を見合わせ、自由投票とした。8月12日、元日本共産党愛知県委員会書記長の本村映一を破り、再選。
1986年（昭和61年）7月の第38回衆議院議員総選挙に、任期中に死去した中野四郎の後継として弁護士の杉浦正健が立候補。待望の地元保守系代議士の誕生を目指す岡崎市では、稲垣派の幹部であった中根をはじめ、自民系市議もほぼ全員が杉浦の支援に回った。杉浦は得票数3位で初当選した。

### 葵博事務局長と市長選で争う

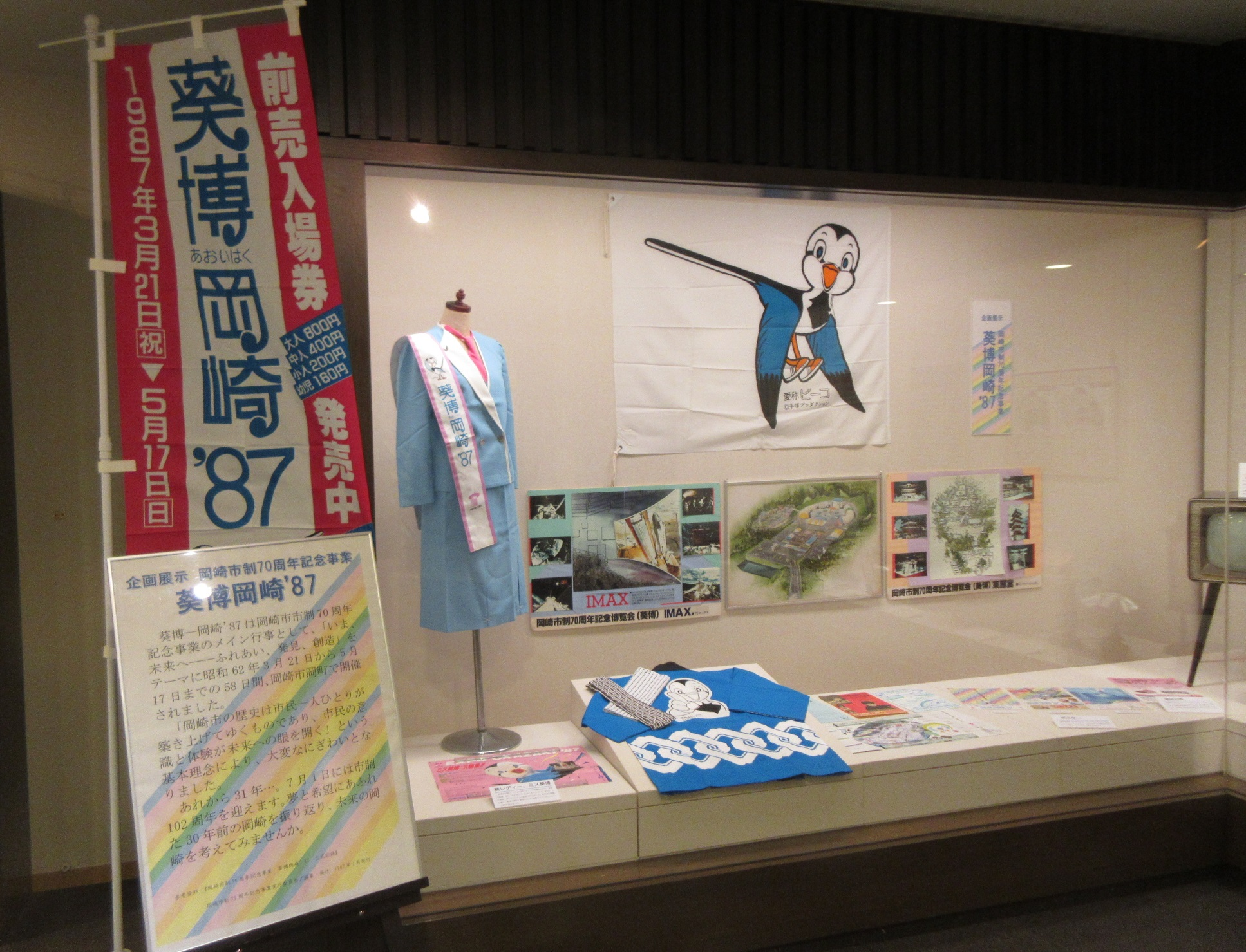
1987年（昭和62年）に岡崎市制70周年記念博覧会「葵博」が開催された。

1987年（昭和62年）3月から5月にかけて「岡崎市制70周年記念博覧会（通称：葵博）」を開催。全国から140万人が来場し、地方都市の博覧会の先駆けとなった。事務局長は市建設部長の石原武が務めた。
同年8月、石原が委員長を務めるボーイスカウト岡崎第1団が同第11団とともにボーイスカウト・アロハ連盟との合同研修のため、ハワイに滞在。このとき中高生16人と大人10人が現地の訓練所でライフル射撃を体験した。石原もボーイスカウト日本連盟中央審議会議員という要職にありながら実弾5発を撃ち、大きな問題となった。愛知県教育委員会は「常識では考えられない」と石原ら指導者を非難した。
1988年（昭和63年）、そんな石原を中根の対抗馬として擁立する動きが市議会「自民クラブ」の内部で出始める。同クラブ会長の河澄亨は「ナカシズを引きおろす筋書きはおれが書く。市長選に出てくれ」と石原を口説き、会合まで開いた。石原は同年2月1日、退職願を提出し、2月29日付で退職。3月3日に記者会見を開き「2日に自民党岡崎支部に推薦願を提出した」と述べ、正式に出馬表明した。一方、中根も3月2日に党岡崎市部に推薦を申し入れた。党岡崎支部は両派から出された推薦願いの取り扱いを一旦保留にする。ところが河澄が豹変。26人から成る「自民クラブ」は4月12日に多数決で中根推薦を決定した。4月14日、これに反発した宇野欣也、中根巳代治、中根勝美、三島栄太郎、福尾昌一、三浦元ら6人の議員が脱会。新会派「市政クラブ」を結成し、石原支援の姿勢を鮮明にした。
同年5月12日、新聞各紙は、同年3月中旬に中根が後援会長と東京に出向き、共産党を除く県下の国会議員の事務所を訪ねて、立候補の挨拶を目的として手土産がわりに商品券を配ったと報道した。商品券は愛知県選出の自民党議員14人のうち12人に渡っており、党県連は江崎真澄会長の了解を得て「すぐ返せ」と指示。大半の議員は書留などで返却した。中根は6月議会定例会でこれを事実と認めたため、民社党は「道義的に問題がある」とし、7月11日に自主投票を決定した。あわせて自民党も推薦見送りの方針を決めた。
「骨肉の争い」と評されたこの年の市長選において、自民党岡崎市支部長の柴田尚道前県議は石原を支持。保守勢力のまとめ役となるべき地元衆議院議員の杉浦正健は中根の支持に回り、稲垣実男も中根を支援。これに対し浦野烋興が石原を支援したため、自民党派閥の代理戦争の様相も示した。岡崎市選出の自民党県議も二つに分かれた。柴田紘一は中根につき、内田康宏は石原についた。7月31日、投開票。中根は石原と共産党公認候補を破り3選を果たした。
1990年（平成2年）6月、全国市長会副会長に就任。
1992年（平成4年）、自民党・日本社会党・公明党・民社党の4党と連合愛知の推薦を得て立候補。前市議の都築末二、元県議の中根薫、共産党公認候補らを破り4選。
1996年（平成8年）、前々回の選挙で石原武についた内田康宏を選対本部長に据えて立候補。タウン誌『リバーシブル』の創刊者で前市議の鈴木雅美との一騎打ちを制し、5選。

### 2000年岡崎市長選挙
1999年（平成11年）末、自民党市議の河澄亨が、翌年の市長選挙への出馬の意向を表明。2000年（平成12年）5月、愛知教育大学名誉教授の影山健、共産党市議の柳田孝二、弁護士の天野茂樹ら中根市政に批判的な市民15人が発起人となり、岡崎市長選候補者擁立のための団体「あったか岡崎市政の会」が設立される。同年6月8日、中根は市議会本会議の答弁で「将来の岡崎市に対する私の期待と、そしてまた御奉公するという気概は誰にも負けないつもりである」と述べ、6選を目指して出馬もあり得るとの考えを示唆した。
2000年（平成12年）6月25日、第42回衆議院議員総選挙執行。その直後の6月28日、正式に6選出馬を表明した。7月5日、河澄は市長選の推薦依頼を党に提出。
「これまでも中根市長は『次は立候補しない』と約束しては、それを破って再選を重ねてきた。もう駄目だ」。柴田紘一と青山秋男は共闘して6選阻止に動き出す。候補者を探す中で「あなたしかいない。決意してくれ」と言われた柴田は自らが立候補することを決意。中根で行くものと考えていた杉浦正健は、柴田と青山の相談を受けて驚き、7月23日までに候補者一本化の調整をすることを請け合ったが失敗に終わった。岡崎商工会議所の大川博美、副会頭、文化人、青山の後援会員ら10人を発起人とする団体「新世紀の岡崎市政をつくる会」は7月26日、全会一致で柴田の擁立を決定し、杉浦も柴田支援を表明した。8月9日、元教員の川島健が「あったか岡崎市政の会」の推薦を受けて立候補する意向を表明。
保守3分裂という異例の事態になった市長選は9月10日に執行され、柴田が初当選した。中根は次点で落選。この年から市長選は市議選と同日選挙となり、投票率は前回の32.11％から67.22％に上がった。
※当日有権者数：253,322人 最終投票率：67.22%（前回比：35.11pts）
| 候補者名 | 年齢 | 所属党派 | 新旧別 | 得票数   | 得票率 | 推薦・支持                                       |
| -------- | ---- | -------- | ------ | -------- | ------ | ------------------------------------------------ |
| 柴田紘一 | 59   | 無所属   | 新     | 75,826票 | 45.51% |                                                  |
| 中根鎭夫 | 75   | 無所属   | 現     | 57,047票 | 34.24% | （推薦）民主党・公明党・自由党・社民党・連合愛知 |
| 河澄亨   | 57   | 無所属   | 新     | 20,265票 | 12.16% |                                                  |
| 川島健   | 64   | 無所属   | 新     | 13,479票 | 8.09%  | （推薦）日本共産党                               |

2001年（平成13年）11月3日、勲三等旭日中綬章を受章。2003年（平成15年）6月、岡崎市名誉市民に推挙される。引退後は政治からきっぱり離れ、自宅で絵を描いたり、畑を耕したりしていたという。
2018年（平成30年）1月3日、老衰のため死去。92歳没。叙従四位。

## 政策・主張

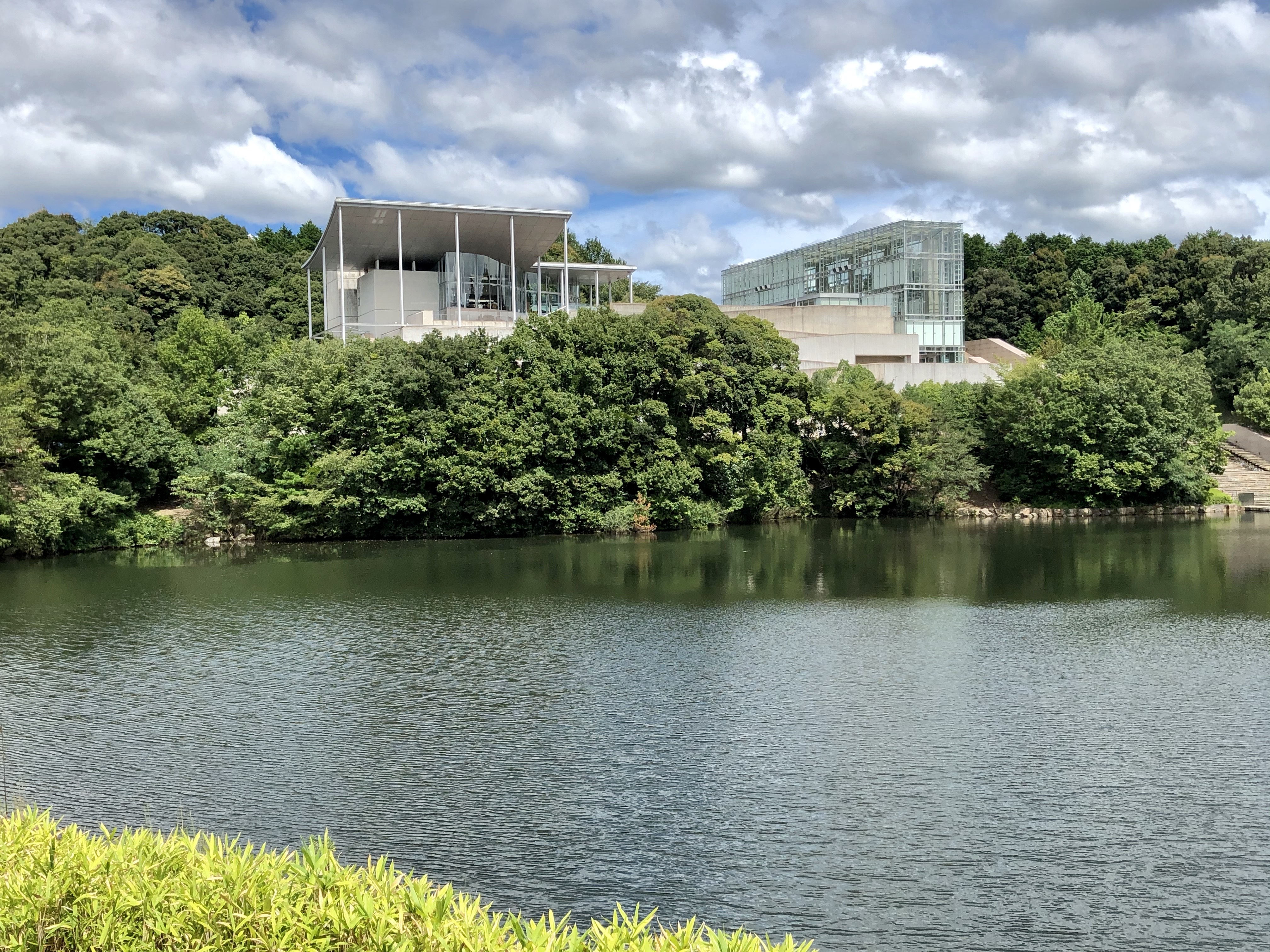
岡崎中央総合公園

制限付き一般競争入札の導入
1981年（昭和56年）4月、中根は選挙公約どおり、制限付き一般競争入札を導入した。一般競争入札に参加できる業種は土木、建築、電気、管工事、舗装工事の5業種。参加条件は市内で5年以上営業している業者であること。土木なら4,500万円未満、建築なら9,000万円未満とされ、対象工事は発注額で上限が定められた。この中で工事担当課が、一般か指名かを選択する。入札場も一般に公開し、入札や行政のあり方をチェックするため機構改革で行政監察室を新設した。
同年5月6日、制限付き一般競争入札の第1回目が実施されるが、談合はしばらく継続された。「大門、六名両小学校排水路整備工事」の入札は談合に加わらなかった工務店が落札するも、直後に業界ぐるみの妨害工作が行われた。6月10日に行われた「岡崎市立恵田小学校校舎増改築工事」の入札では事前に市議が予告したとおりの結果となった。同市議はまた、6月17日の市議会本会議で「今日の『北野町市道他側溝工事』の入札は談合の疑いが強い。入札業者の名前は行政監察室に届けてある。『岡崎駅西公園整備工事』も入札業者はすでに決まっている」と発言。前者の入札は予告どおりの結果となり、後者の入札は談合破りがあった。市議が言った業者と別の業者が同札、結果は抽選負けとなった。
初年度（1981年度）は全入札のうち、一般競争が件数で96％、金額で90％を占めた。岡崎市の先進的な試みには視察や問い合わせが殺到した。一日に3市の視察が集中することもあり、入札制度改革のロールモデルとして注目された。
その後市の一般競争入札の割合は相対的に下がり、1990年代初めには件数が60％台、金額は30％台前後でほぼ落ち着いた。当時の市の担当者は「公共下水道など技術力が要る大規模工事が増えたため、指名の割合が大きくなった」と説明している。
岡崎中央総合公園の整備
初当選から数年ののち、中根はスポーツ、文化、レジャーの総合施設の整備を目指す「二大ゾーン構想」を練った。学者などから成る都市総合施設計画調査研究会に構想案を依頼し、1983年（昭和58年）3月号の広報紙に発表。これが岡崎中央総合公園整備計画の原型となった。概要は以下のとおり。
| 名称                                          | 場所         | 面積          | 主な施設 |
| --------------------------------------------- | ------------ | ------------- | --- |
| スポーツ・文化ゾーン 「カルスポセンター岡崎」 | 高隆寺町地区 | 165ヘクタール | 体育館、武道館、美術館、博物館、劇場、音楽堂、野球場、陸上競技場、弓道場、 プール、スケート場、テニスコート、キャンプ場、展望台、芝生広場、動く歩道など |
| レジャーゾーン 「アニマルランド岡崎」         | 八ツ木町地区 | 108ヘクタール | 家畜動物園、資料館、放牧場、冒険の森、遊技施設、つり池、レストランなど                                                                                  |
その後「カルスポセンター岡崎」は「岡崎中央総合公園」として市都市計画審議会の承認がおり、1984年度（昭和59年度）予算で公式野球場、武道館、多目的コートの基本設計委託料が計上された。
岡崎中央総合公園は1991年（平成3年）4月15日に開園した。公園内には岡崎中央総合公園総合体育館、岡崎市民球場、岡崎市美術博物館、テニスコート、球技場、弓道場などが建設された。なお八ツ木町地区については、中根の描いた〝世界家畜動物園構想〟は実現せず、市長を退いたあとの2002年（平成14年）10月に「おかざき自然体験の森」がオープンした。
中央クリーンセンター、岡崎市民病院の建設
中央総合公園の近隣についても大きな整備を行った。1989年（平成元年）4月、高隆寺町字阿世保に岡崎市中央クリーンセンターが完成。また、1998年（平成10年）12月、若宮町にあった市立岡崎病院を「岡崎市民病院」として高隆寺町字五所合に新築移転した。
ハートピア岡崎
1984年（昭和59年）3月2日、中根は市議会本会議で、不登校の小中学生の相談指導機関である「ハートピア岡崎」を開設すると発表した。上衣文町にあった社会教育施設「岡崎市働く者の山の家」の校舎を整備し、1985年（昭和60年）4月に「ハートピア岡崎」は開設された。全国に先駆けて行われた事業であり、愛知県では最初につくられた施設であった。『新編岡崎市史 総集編』（1993年）は「このような施設の市単独での開設は全国で初めて」と記述している。他県からの参観も多く、不登校者の学校復帰率の高さから、関係者から高い評価を受けたとされる。1990年（平成2年）4月、文部省が適応指導教室事業を開始し、「ハートピア岡崎」もその中に含まれることになった。「岡崎市働く者の山の家」は利用者数の減少などを理由として1993年（平成5年）12月31日に廃止されたが、「ハートピア岡崎」は存続した。中根が市長を退いたのちの2010年（平成22年）1月4日、市は竜美北の旧竜美丘健診センターを改修して、岡崎市教育相談センターを設立した。これに伴い「ハートピア岡崎」は同センターに移った。
リバーフロント構想
1988年（昭和63年）9月、中根は、東岡崎駅前の商店街と連携する「広い橋」を乙川にかけることによって、山と川に挟まれた東岡崎駅周辺地を活性化させたいと市議会で答弁。これを「リバーフロント構想」と自ら名付けた。1989年（平成元年）8月、姉妹都市提携5周年を記念してニューポートビーチ市を親善訪問した際、水辺の遊歩道「リバー・ウォーク」で知られるサンアントニオ市を視察。街並みを目の当たりにするとともに、サンアントニオ・コンベンション・センター（Henry B. González Convention Center）を中核として発展を遂げた同市の歴史にも着目した。翌1990年7月、『岡崎文化』に連載中のコラムで次のように書き記した。
また同年に「リバーフロント構想」と題したコラムも市の広報紙に連載。「乙川に人工地盤を架け、この広いフロアーを駅前広場にして、バスターミナルやイベント広場、憩いの広場などに応用することは今の土木技術のうえでは難しいことではない」という中根の主張の下、建設省都市局の後押しも受け、研究は進む。
ところが同省の河川局（現在の国土交通省水管理・国土保全局）が「河川は災害関係に対する防災が第一の目的である」と難色を示したため、1996年を境に岡崎市の施策からリバーフロントの言葉は消えた。それから16年後、殿橋と明代橋の橋上公園化を選挙公約に掲げた内田康宏が市長に当選したことにより中根の構想は形を変えてよみがえった。
岡崎城下三河小町
1999年（平成11年）2月22日、康生通西4丁目にあった岡崎郵便局が戸崎町に移転。跡地3,330平方メートルを購入した岡崎市は同年6月11日、「にぎやかさ創出のための交流機能を持たせた集客施設」を建設すると市議会で答弁した。折しも翌年からNHK大河ドラマ『葵 徳川三代』が放映されるタイミングであり、市は整備の前に、跡地の下に眠る岡崎城内堀の発掘調査を行った。2000年（平成12年）1月9日、『葵 徳川三代』が放映開始。同年7月22日、大河ドラマの経済効果を狙って1億6,500万円をかけてつくられた江戸時代風の商業施設「岡崎城下三河小町」（略称：三河小町）が跡地にオープンした。しかし開業の遅れとアクセスの悪さもあり、客足は低迷。中根の市長退任後の2002年（平成14年）1月に閉鎖に追い込まれた。

## 著書
- 『ヨーロッパの悪口と岡崎の悪口』西三都市問題研究会、1974年7月。
- 『片目の日本人の観察日記』中根鎭夫、1980年7月23日。
- 『三河漫財談』三河漫財談刊行委員会、1984年3月25日。
- 『続・三河漫財談』続・三河漫財談刊行委員会、1991年12月15日。
- 『岡崎市長のよもやま日記』「岡崎市長のよもやま日記」刊行委員会、1998年10月18日。